# 黄爵滋

黄爵滋

黄 爵滋（こうしゃくじ、拼音:Huáng Juézī、1793年（乾隆58年）- 1853年（咸豊3年））は、清末の政治家。字は徳成、号は樹斎。

## 生涯
江西省宜黄県の出身で、1823年に進士となる。1826年に翰林院編修となり、1838年には請厳塞漏危以培国本摺にて、
｢道光三年より十一年に至るや、歳ごとに銀一千七八百万両を漏す。十より十四年に至るや、歳ごとに銀二千余万両を漏す。十四年より今に至るや、漸く漏すること三千万両の多きに至るや、歳ごとに銀二千余万両を漏す。十四年より今に至るや、漸く漏すること三千万両の多きに至る。此外（広東以外ー筆者）福建・江・漸・山東・天津の各海口、之を合すれば亦数千万両。各州省県の地丁漕糧、銭を徴するを多と為す。奏鋪を辮ずるに及び、皆な銭を以て銀に易え、折耗太だ苦しむ。再三数百年の如く、銀価愈々貴ければ、奏鋪如何に能く辮ぜんや。税課如何に能く清さんや。設し不測の用有らば叉如何に能く支せんや。｣
と述べ、銀価の高騰は地丁銀負担者の農民の没落及び彼らからの徴税を基盤とする清朝財政の衰退が原因であると上奏した。
林則徐に先立ちアヘン吸引の厳罰化を求めた人物として知られ、吸引者の全てを死刑とすることは不可能としつつも、保甲制を強化した五家連坐制を主張し、許乃済の弛禁論に反発した。
道光帝はそれらの意見の検討を大学士・軍機大臣・該部（戸部）からなる延臣会議に求め、処罰対象は上位官僚にまで広がることとなった。
1843年に戸部庫銀の欠失が発覚すると御史としての管庫怠慢を理由に罷免された。